# 龙滩乡 (达州市)
龙滩乡，是中华人民共和国四川省达州市通川区曾经下辖的一个乡。2019年12月，撤销龙滩乡，将其所属行政区域划归双龙镇管辖。

## 行政区划
龙滩乡撤销前下辖以下地区：
街道社区、高庙子村、玉坪寨村、东岳庙村、三台场村、挖断山村、石庙子村、海棠溪村、胡家坪村和大锣山村。